# The Goldfinger (pel·lícula de 2023)
The Goldfinger  (金手指) és una pel·lícula dramàtica criminal de Hong Kong del 2023 escrita i dirigida per Felix Chong, protagonitzada per Tony Leung i Andy Lau. Ambientada a la dècada de 1980, la pel·lícula es basa en la història de Carrian Group, una corporació de Hong Kong que va créixer ràpidament abans de col·lapsar-se poc després a causa d'un escàndol de corrupció.
Amb un pressupost de 350 milions de dòlars HK, la producció de la pel·lícula va començar el febrer de 2021 i va acabar el 24 de maig de 2021. Es va estrenar a Hong Kong i a nivell mundial el 30 de desembre de 2023.

## Argument
Quan una caiguda de la borsa provoca el col·lapse sobtat d'una empresa multimilionària, l'investigador principal de la ICAC, Lau Kai-yuen, descobreix una conspiració criminal que involucra el fundador de l'empresa, Henry Ching, i s'embolica en una investigació de llarga durada.

## Repartiment
- Tony Leung Chiu-wai com a Henry Ching Yat-yin
- Andy Lau com a Lau Kai-yuen
- Charlene Choi com a Carmen Cheung[8]
- Simon Yam com a K.K. Tsang[8]
- Michael Ning com a Yam Chung[8]
- Alex Fong com a Kelvin, l'advocat de Ching
- Philip Keung com a Musharra Hafa
- Carlos Chan com a Ho Ho Wan
- Chin Ka-lok com a sergent
- Catherine Chau com a Suen Wei, l'esposa de Lau Kai-yuen.
- Renci Yeung com a Lau Wing, la filla de Lau Kai-yuen.
- Will Or com a Ng Chi-fai
- Kaki Sham com a Johnny
- Ng Siu Hin com a Chim Man-wai
- Lam Yiu Sing com a Tse Kin-ming

## Producció
La producció de The Goldfinger va començar el febrer de 2021, sota el títol de treball en anglès Once Upon a Time in Hong Kong. El 20 de febrer de 2021, la pel·lícula va celebrar la seva conferència de premsa d'inici de producció a l'Emperor Cinema ubicat a iSquare a Tsim Sha Tsui on hi van assistir el president d'Emperor Motion Pictures, Albert Yeung, el productor Ronald Wong, el guionista i director Felix Chong, amb els members del repartiment Andy Lau, Tony Leung, Charlene Choi, Simon Yam, Alex Fong, Philip Keung, Chin Ka-lok (que també exerceix com a coreògraf d'acció), Carlos Chan i Catherine Chau. Segons Yeung, la pel·lícula es produeix amb un pressupost de 350 milions de dòlars de Hong Kong, un pressupost de rècord per a una producció de Hong Kong, i preveu que la pel·lícula bateixi els rècords de taquilla com la pel·lícula de Hong Kong més taquillera. A l'esdeveniment, Lau va revelar que va rebre per primera vegada el guió del productor Wong i després de llegir-lo, va creure que Leung era la millor opció per actuar com el seu oponent a la pantalla. D'altra banda, Leung va revelar que els papers d'ell i de Lau a la pel·lícula s'inverteixen respecte a la seva col·laboració anterior a la sèrie de pel·lícules Infernal Affairs.
La producció de The Goldfinger va finalitzar oficialment el 24 de maig de 2021, després de filmar la seva escena clímax amb Lau i Leung en una suite presidencial a The Peninsula.

## Estrena
The Goldfinger es va estrenar a les sales el 30 de desembre de 2023 simultàniament a Hong Kong, Xina continental, Taiwan, Singapur, Malàisia, Austràlia, Nova Zelanda, Regne Unit, Estats Units i el Canadà.

## Recepció

### Taquilla
A Hong Kong, la pel·lícula va debutar al número 1 durant el cap de setmana d'estrena, amb una recaptació de 9.373.112 dòlars de Hong Kong durant els dos primers dies d'estrena, incloses les previsualitzacions.
The Goldfinger ha recaptat un total de 85,6 milions de dòlars EUA a tot el món combinant els seus totals de taquilla de Hong Kong (5,6 milions de dòlars), Xina (79,7 milions de dòlars), Austràlia (245.443 dòlars), Regne Unit (81,66]]] i Nova Zelanda (24.926 $).

### Recepció crítica
Al lloc web de l'agregador de ressenyes Rotten Tomatoes, el 59% de les 22 crítiques són positives, amb una valoració mitjana de 5,7/10. Metacritic, que utilitza una mitjana ponderada, va assignar a la pel·lícula una puntuació de 47 sobre 100, basada en 6 crítics, indicant crítiques "mixtes o mitjanes"

## Premis i nominacions
| Any  | Premi                                                       | Categoria                                  | Nominat                    | Resultat  | Ref.          |
| ---- | ----------------------------------------------------------- | ------------------------------------------ | -------------------------- | --------- | ------------- |
| 2024 | 30è Premis de la Societat de Crítics de Cinema de Hong Kong | Millor director                            | Felix Chong                | Nominat   | [ 17 ]        |
| 2024 | 30è Premis de la Societat de Crítics de Cinema de Hong Kong | Millor guió                                | Felix Chong                | Nominat   | [ 17 ]        |
| 2024 | 30è Premis de la Societat de Crítics de Cinema de Hong Kong | Millor actor                               | Tony Leung Chiu-wai        | Nominat   | [ 17 ]        |
| 2024 | 30è Premis de la Societat de Crítics de Cinema de Hong Kong | Pel·lícules de mèrit                       | N/D                        | Guanyador | [ 17 ]        |
| 2024 | 17ns Asian Film Awards                                      | Millor actor                               | Tony Leung Chiu-wai        | Nominat   | [ 18 ]        |
| 2024 | 17ns Asian Film Awards                                      | Millor disseny de vestuari                 | Man Lim-chung              | Guanyador | [ 18 ]        |
| 2024 | 17ns Asian Film Awards                                      | Millor Disseny de Producció                | Eric Lam                   | Guanyador | [ 18 ]        |
| 2024 | Premis del Gremi de Guionistes de Hong Kong 2023            | Millor personatge de pel·lícula de l'any   | Tony Leung Chiu-wai        | Nominat   | [ 19 ]        |
| 2024 | 42ns Premis de Cinema de Hong Kong                          | Millor pel·lícula                          | The Goldfinger             | Nominat   | [ 20 ] [ 21 ] |
| 2024 | 42ns Premis de Cinema de Hong Kong                          | Millor director                            | Felix Chong                | Nominat   | [ 20 ] [ 21 ] |
| 2024 | 42ns Premis de Cinema de Hong Kong                          | Millor guió                                | Felix Chong                | Nominat   | [ 20 ] [ 21 ] |
| 2024 | 42ns Premis de Cinema de Hong Kong                          | Millor actor                               | Tony Leung Chiu-wai        | Guanyador | [ 20 ] [ 21 ] |
| 2024 | 42ns Premis de Cinema de Hong Kong                          | Millor fotografia                          | Anthony Pun                | Guanyador | [ 20 ] [ 21 ] |
| 2024 | 42ns Premis de Cinema de Hong Kong                          | Millor muntatge                            | William Chang, Curran Pang | Nominat   | [ 20 ] [ 21 ] |
| 2024 | 42ns Premis de Cinema de Hong Kong                          | Millor direcció artística                  | Eric Lam                   | Guanyador | [ 20 ] [ 21 ] |
| 2024 | 42ns Premis de Cinema de Hong Kong                          | Millor disseny de vestuari i maquillatge   | Home Lim Chung             | Guanyador | [ 20 ] [ 21 ] |
| 2024 | 42ns Premis de Cinema de Hong Kong                          | Millor banda sonora de pel·lícula original | Dia Tai                    | Nominat   | [ 20 ] [ 21 ] |
| 2024 | 42ns Premis de Cinema de Hong Kong                          | Millor cançó de pel·lícula original        | "Anem al cim"              | Nominat   | [ 20 ] [ 21 ] |
| 2024 | 42ns Premis de Cinema de Hong Kong                          | Millors efectes visuals                    | Lik Wong, Benson Poon      | Guanyador | [ 20 ] [ 21 ] |
| 2024 | 42ns Premis de Cinema de Hong Kong                          | Millor disseny de so                       | Nopawat Likitwong          | Guanyador | [ 20 ] [ 21 ] |